# Irene Stoehr
Irene Stoehr (* 16. Februar 1941 in Brieg; † 26. Februar 2023 in Berlin) war eine deutsche, historisch arbeitende Sozialwissenschaftlerin und feministische Publizistin. Ihre Forschungsschwerpunkte waren Frauenbewegungen und Geschlechtergeschichte im 20. Jahrhundert.

## Leben
Irene Stoehr war ein Flüchtlingskind. Geboren im Jahr 1941 als Irene Beer in Brieg (heute Brzeg), einer damals kreisfreien Stadt im Deutschen Reich, musste die Familie 1945 die Flucht aus Niederschlesien antreten, als sie vier Jahre alt war. Auf dem Weg nach Berlin wurde sie begleitet von Schwester, Mutter und Großmutter. Angekommen im Westen der Stadt arbeitete ihr Vater Willy Beer als Journalist, die Mutter war Hausfrau. Nach dem Schulbesuch studierte sie Soziologie und Politikwissenschaft an der Freien Universität Berlin und der Ludwig-Maximilians-Universität München. Nach dem Studium arbeitete sie als wissenschaftliche Mitarbeiterin im Kommunalpolitischen Forschungszentrum Berlin, im Bundesinstitut für Berufsforschung Berlin und ab 1970 als Professorin an der Fachhochschule für Sozialarbeit und Sozialpädagogik Hildesheim. 1977 wechselte sie auf eine befristete Assistentinnenstelle für „Frauenarbeit und Frauenbewegung“ am Otto-Suhr-Institut der FU Berlin. Ab den 1980er-Jahren forschte und publizierte sie vor allem zur Geschichte der deutschen Frauenbewegung und deren politischen Kontexten zwischen 1890 und 1990. Stoehr promovierte 1999 an der Universität Hannover zum Thema Weibliche Kultur und Partizipation. Wandlungsprozesse und Konflikte der bürgerlichen Frauenbewegung im 20. Jahrhundert.
Sie gehörte zu den zwölf Dozentinnen, die 1976 die erste Berliner Sommeruniversität für Frauen an der FU Berlin organisierten, bei der zentrale Themen der Neuen Frauenbewegung diskutiert wurden. Von 1982 bis 1984 war sie Redakteurin und Autorin der ersten bundesweiten feministischen Monatszeitschrift Courage und gab mit Eva Maria Epple 1991 bis 1993 die feministische Zeitschrift Unterschiede heraus. 2002 erstellte sie gemeinsam mit Rita Pawlowski „erstmals eine kritische Analyse der 50 Jahrgänge der Zeitschrift des Deutschen Frauenrates“. Inge von Bönninghausen, damalige Vorsitzende des Deutschen Frauenrats, schrieb dazu im Vorwort, dass die Autorinnen am Beispiel einzelner Politikfelder „wichtige Etappen im Kampf um die Gleichberechtigung der Bürgerinnen, die zwar seit 1949 Verfassungsgrundsatz, aber noch lange nicht gelebte Wirklichkeit“ sei, dokumentierten.

## Schriften (Auswahl)

### Monographien
- Emanzipation zum Staat? Der Allgemeine Deutsche Frauenverein – Deutscher Staatsbürgerinnenverband (1893–1933), Pfaffenweiler, 1990.
- Frauenpolitik und politisches Wirken von Frauen in Berlin der Nachkriegszeit 1945–1949 (mit Renate Genth, Reingard Jäkel, Rita Pawlowski, Ingrid Schmidt-Harzbach), trafo Verlag Berlin, 1996.
- Berliner Agrarökonomen im ‚Dritten Reich‘: von Max Sering zu Konrad Meyer ; ein ‚machtergreifender‘ Generationswechsel in der Agrar- und Siedlungswissenschaft. Humboldt-Universität zu Berlin, Wirtschafts- und Sozialwissenschaften an der Landwirtschaftlich-Gärtnerischen Fakultät. Working paper 59 (2001).
- Die unfertige Demokratie: 50 Jahre „Informationen für die Frau“ (mit Rita Pawlowski), herausgegeben vom Deutschen Frauenrat, Berlin, 2002.

### Beiträge in Zeitschriften und Sammelwerken
- Organisierte Mütterlichkeit. Zur Politik der deutschen Frauenbewegung um 1900. In: Karin Hausen (Hrsg.): Frauen suchen ihre Geschichte. Historische Studien zum 19. und 20. Jahrhundert, C.H. Beck, München 1983, ISBN 978-3-406-09276-3, S. 221–249
- Politik für Hausfrauen – „biologistisch“ und „konservativ“? Zur aktuellen und historischen Problematik einer feministischen Sprachregelung. In: Gisela Erler, Monika Jaeckel (Hrsg.): Weibliche Ökonomie. Ansätze, Analysen und Forderungen zur Überwindung der patriarchalischen Ökonomie, Juventa Verlag, Weinheim/München 1989, ISBN 978-3-87966-304-0, S. 17–37
- Staatsfeminismus und Lebensform. Frauenpolitik im Generationenkonflikt der Weimarer Republik, in Dagmar Reese / Eve Rosenhaft / Carola Sachse / Tilla Siegel (Hg.): Rationale Beziehungen? Geschlechterverhältnisse im Rationalisierungsprozess, Frankfurt am Main, 1993, S. 105–141.
- Feministische Generationen und politische Kultur. Die Frauenbewegung als Generationenproblem. In: Dokumentation der Ringvorlesung am Zentrum für Interdisziplinäre Frauenforschung der Humboldt-Universität zu Berlin, Wintersemester 1994/1995", Herausgeberin: Zentrum für Interdisziplinäre Frauenforschung der Humboldt-Universität zu Berlin, Trafo Verlag, 1996, ISBN 3-89626-087-1
- Frauenerwerbsarbeit als Kriegsfall. Marie-Elisabeth Lüders: Variationen eines Lebensthemas. In: Gunilla-Friederike Budde (Hrsg.): Frauen arbeiten. Weibliche Erwerbstätigkeit in Ost- und Westdeutschland nach 1945, Vandenhoeck und Ruprecht, Göttingen 1997, ISBN 978-3-525-01363-2, S. 62–78
- Feministischer Antikommunismus und weibliche Staatsbürgerschaft in der Gründungsdekade der Bundesrepublik Deutschland. In: Feministische Studien 1/1998
- Irene Stoehr, Rita Pawlowski (2002): Die unfertige Demokratie. 50 Jahre „Informationen der Frau“. Deutscher Frauenrat (Hg.), Eigenverlag
- Kalter Krieg und Geschlecht. Überlegungen zu einer friedenshistorischen Forschungslücke. In: Benjamin Ziemann (Hrsg.): Perspektiven der Historischen Friedensforschung, Essen 2002
- Stille Dienste. hoher Knall. Professor Sering und die Frauen*. In: Barbara Duden (Hrsg.): Geschichte in Geschichten. Ein historisches Lesebuch, Campus, Frankfurt 2003, ISBN 978-3-593-37252-5, S. 24–34
- Mit Susanne Lanwerd: Frauen- und Geschlechtergeschichte zum Nationalsozialismus seit den 1970er Jahren. In: Johanna Gehmacher,  Gabriella Hauch (Hrsg.): Frauen- und Geschlechtergeschichte des Nationalsozialismus (Aufsatzsammlung), Studienverlag, Innsbruck 2007, ISBN 978-3-7065-4488-7, S. 22–68 (pdf)
- Friedensklärchens Feindinnen. Klara-Maria Fassbinder und das antikommunistische Frauennetzwerk. In: Julia Paulus (Hrsg.): Zeitgeschichte als Geschlechtergeschichte, Neue Perspektiven auf die Bundesrepublik, Campus Verlag, Frankfurt a. M. 2012, ISBN 978-3-593-39742-9, S. 69–91
- Lieber geben als nehmen? Westdeutsche Frauenorganisationen in menschenrechtspolitischer Perspektive 1948–1959. In: Roman Birke, Carola Sachse (Hg.) Menschenrechte und Geschlecht im 20. Jahrhundert. Historische Studien, Göttingen 2018